# LaToya Cantrell
LaToya Cantrell (nascida em 3 de abril de 1972) é uma política americana que serve como prefeita de Nova Orleães, Luisiana, cargo que ocupa desde 7 de maio de 2018. Democrata, Cantrell é a primeira mulher a ocupar o cargo. Antes de se tornar prefeita, Cantrell representou o Distrito B no Conselho Municipal de Nova Orleães de 2012–2018.

## Infância e educação
Cantrell nasceu como LaToya Wilder em Los Angeles. Ela se mudou para Nova Orleães em 1990 para estudar na Universidade Xavier de Luisiana, onde se formou em sociologia. Ela participou de um programa de treinamento executivo na Harvard Kennedy School.

## Trabalho de bairro de Broadmoor
Cantrell voltou para Nova Orleães em 1999, estabelecendo-se no bairro de Broadmoor. Em 2003, ela se juntou ao conselho da Broadmoor Improvement Association e tornou-se presidente da associação em 2004. Após a quebra dos diques em 2005 na Grande Nova Orleães após o furacão Katrina, o bairro de Broadmoor foi severamente inundado e permaneceu praticamente deserto por meses depois. No início de 2006, a Comissão Traga Nova Orleães de Volta, um painel convocado pelo então prefeito Ray Nagin, divulgou um plano de recuperação que exigia que Broadmoor e cinco outros bairros de Nova Orleães fossem convertidos em espaço verde. Em seu papel como presidente da associação, Cantrell trabalhou com residentes e líderes religiosos locais para organizar oposição à recomendação do painel. Ela também ajudou a recrutar residentes de Broadmoor que retornavam em um esforço de seis meses para escrever um plano de recuperação para o bairro.
Cantrell trabalhou em tempo integral para implementar o plano de recuperação de Broadmoor de 2006 a 2012. Ela e outros residentes formaram o Broadmoor School Board, supervisionando a reabertura e reforma da escola Andrew H. Wilson. Ela atuou como membro do conselho fundador da Broadmoor Development Corporation, uma corporação de desenvolvimento comunitário que fornecia gerenciamento de casos e outros serviços sociais para residentes que retornavam. Ela estava envolvida nos esforços dos residentes para reabrir a Biblioteca Rosa F. Keller de Broadmoor, que ganhou uma doação de US$ 2 milhões do Carnegie Endowment. Ela criou uma parceria entre a Broadmoor Improvement Association e a Church of the Annunciation, que cedeu espaço para escritórios à associação de moradores e organizou grupos de voluntários. Ela também formou uma parceria entre a Broadmoor Improvement Association e sua paróquia, a Blessed Trinity Catholic Church, para abrir o Broadmoor Art and Wellness Center.

## Carreira política

### Câmara Municipal de Nova Orleães
Em 2012, Cantrell declarou a sua candidatura à vaga na Câmara Municipal de Nova Orleães quando a ex-representante do Distrito B, Stacy Head, ganhou uma eleição para uma posição livre. Após a eleição de novembro, o candidato Dana Kaplan e Cantrell avançou para um segundo turno de dezembro, que Cantrell venceu com 54 por cento dos votos. Cantrell cumpriu o restante do mandato do chefe e não teve oposição para um mandato completo de quatro anos em 2014.
Como membro do conselho, Cantrell se concentrou em questões de saúde, habitação e justiça criminal. Ela apresentou um projeto de lei que proíbe o fumo em restaurantes e bares de Nova Orleães, citando os efeitos do fumo passivo na saúde dos trabalhadores do setor de serviços. O conselho aprovou o projeto de lei por unanimidade em 2015.
Também em 2015, Cantrell começou a trabalhar para abrir um abrigo para moradores de rua com barreiras baixas, uma mudança que foi contestada pelos residentes por causa de sua localização proposta em Central City, Nova Orleães. Em vez disso, o abrigo foi transferido para o local do antigo Hospital VA no centro da cidade. Em 2017, Cantrell introduziu legislação com o membro do conselho geral Jason Williams para registar e inspecionar unidades de aluguer na cidade.
Como membro do Comité de Justiça Criminal, Cantrell participou dos esforços para instalar cameras criminais em seu distrito, avaliar a eficácia das campanhas anti-violência armada em toda a cidade e abordar a falta de pessoal no Departamento de Polícia de Nova Orleães.

### Eleição para prefeito de 2017
Cantrell declarou a sua candidatura a prefeito de Nova Orleães em março de 2017 em uma corrida para substituir o prefeito Mitch Landrieu com mandato limitado. Uma primária aberta foi realizada em 14 de outubro e incluiu 18 candidatos. Cantrell obteve a maioria dos votos, com 39% do total. No segundo turno da eleição de 18 de novembro, Cantrell derrotou o adversário democrata Desiree Charbonnet, uma ex-juíza municipal, com 60% dos votos. Ela é a primeira mulher a liderar Nova Orleães em seus 300 anos de história, assim como a primeira prefeita que não nasceu na cidade desde Vic Schiro.

### Prefeito de Nova Orleães
Cantrell foi inaugurada como prefeita em 7 de maio de 2018, a primeira mulher a ocupar o cargo na história da cidade. Já no cargo, ela criou um novo Gabinete de Jovens e Famílias, com o objetivo de criar um plano estratégico para atender às famílias em crise na cidade. Cantrell também fundou um Conselho de Redução da Violência com Armas, com a tarefa de encontrar soluções para o crime violento. Começando com um esforço para rededicar os impostos de hotéis coletados na cidade para uso da cidade, Cantrell se concentrou em sua iniciativa #fairshare para melhorar a infraestrutura da cidade, transporte público, parques públicos e espaços verdes. Como parte dessa iniciativa, em outubro de 2018 a cidade de Nova Orleães entrou com uma ação judicial contra quatro fabricantes e distribuidores de opioides.
Durante a sessão de 2019 da Legislatura da Luisiana, Cantrell negociou o Acordo de Compartilhamento Justo com o governador John Bel Edwards e autoridades municipais, estaduais e de turismo. O acordo garantiu US$ 50 milhões em financiamento inicial para as necessidades de infraestrutura da cidade, bem como US$ 26 milhões em receita anual recorrente para a cidade. Após a aprovação do Acordo de Compartilhamento Justo, os eleitores de Nova Orleães aprovaram três das quatro propostas que o Prefeito Cantrell e o Conselho da Cidade colocaram na cédula nas eleições gerais de 2019. Os eleitores aprovaram uma venda de títulos de $ 500 milhões e um imposto sobre propriedades de aluguer de curto prazo, bem como o estabelecimento de uma Comissão de Direitos Humanos sob a Carta de Regimento Interno de Nova Orleães.

### Prêmios
Em 2016, Cantrell recebeu um prémio pelo conjunto da obra dos presidentes das universidades Tulane, Loyola e Xavier e da Universidade de Nova Orleães pelos seus serviços à comunidade.

## Vida pessoal
Cantrell mora com seu marido Jason e sua filha RayAnn em Nova Orleães.